# Stade Nueva España
Le Stade Nueva España (en espagnol : Estadio Nueva España), auparavant connu sous le nom de Stade España (en espagnol : Estadio España), est un stade de football argentin situé à Parque Avellaneda, un quartier de la ville de Buenos Aires, la capitale du pays.
Le stade, d'une capacité initiale de 18 000 places, inauguré en 1981 et doté de 32 500 places, sert d'enceinte à domicile pour l'équipe de football du Club Social y Deportivo Español.

## Histoire
Le stade est inauguré le 12 février 1981, lors d'une victoire en amical 1-0 du Deportivo Español contre les espagnols du Deportivo La Corogne (le président du club de l'époque étant alors Francisco Ríos Seoane).
En 1996, à l'occasion du quarantenaire du club, le stade fait l'objet d'importants travaux de rénovation et d'agrandissements, augmentant la capacité à 32 500 places. Le stade, rebaptisé Nueva España, est inauguré le 12 octobre 1996.
À la suite des difficultés financières du club, le stade est fermé en 2003, forçant le Deportivo Español à évoluer dans d'autres stades de la ville. Quatre ans plus tard, le stade est racheté et rénové par la municipalité grâce à l'aide des supporters du club et des résidents du quartier. Le Deportivo Español retrouve son stade à partir de la saison 2007-08.

## Galerie

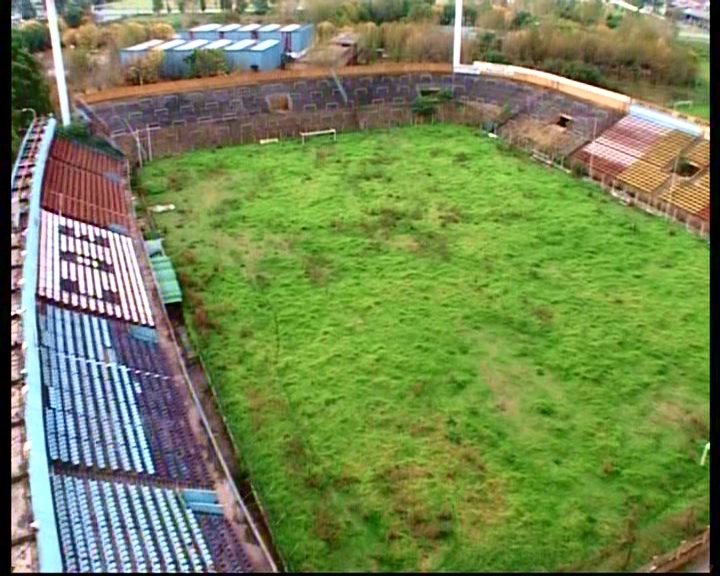
Le stade à l'abandon en juin 2007
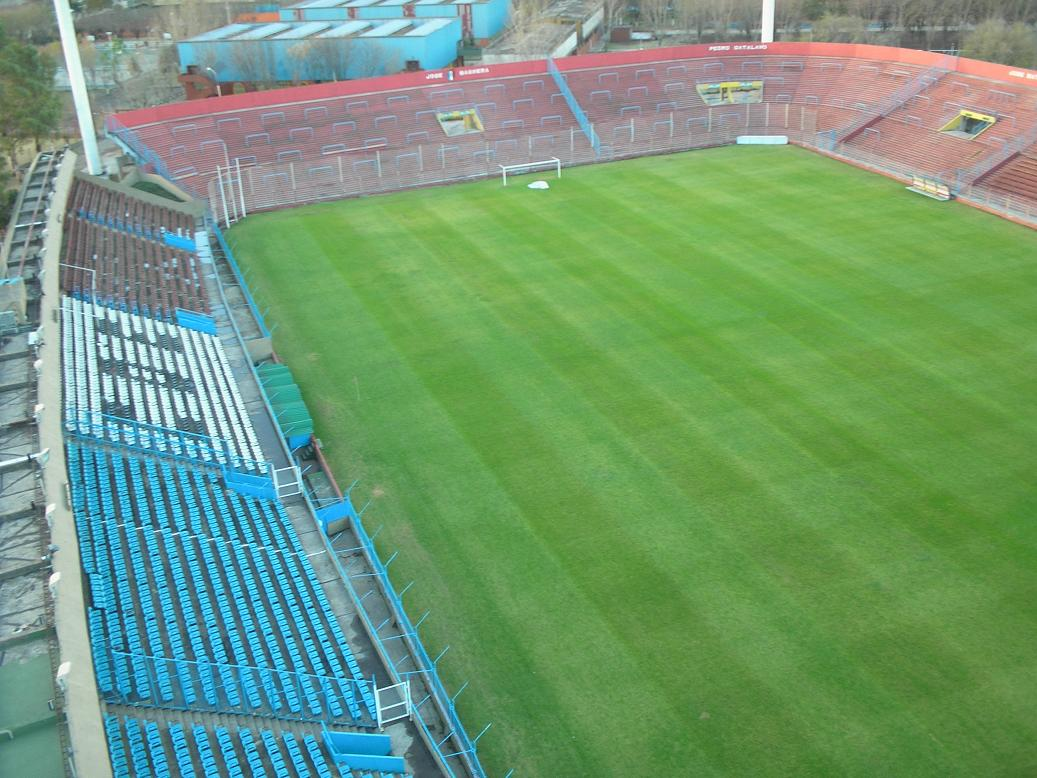
Le stade en avril 2008
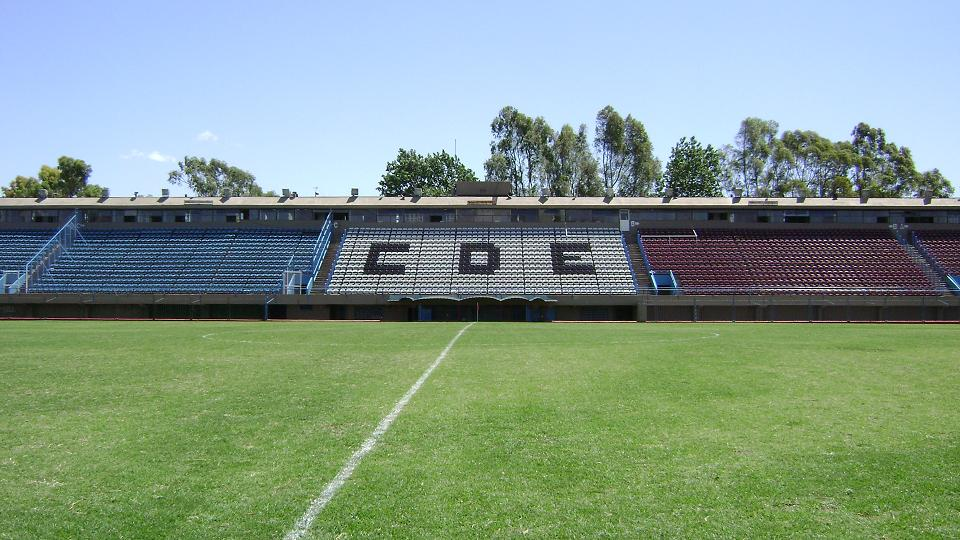
Tribunes du stade
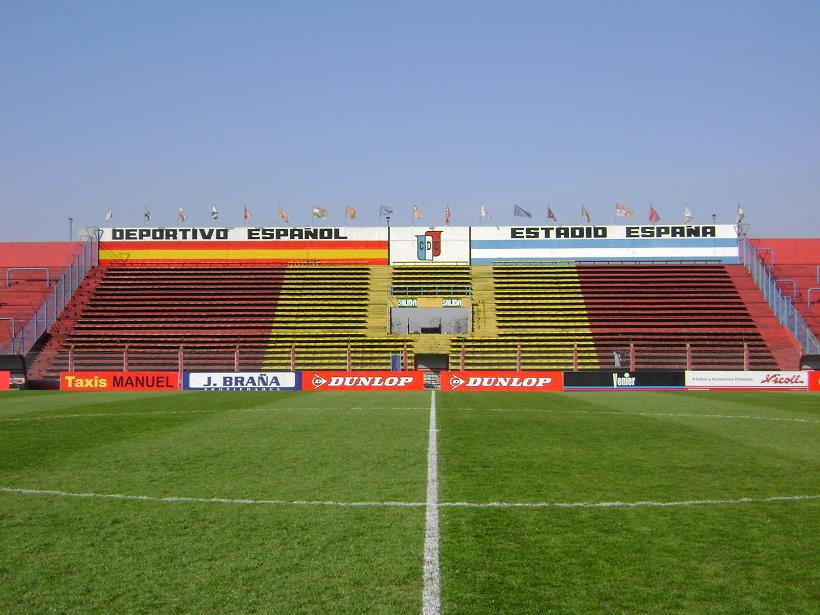
Tribunes visiteurs